# Görgen Antonsson (musiker)
Anders Olof Görgen  Antonsson, född 31 maj 1977 i Arbrå församling, Gävleborgs län, är en svensk fiolspelman och kompositör.

## Biografi
Antonsson, som kommer från Mörtsjö vid Vallsta i Hälsingland, är riksspelman och medlem i grupperna Draupner och Engmans Kapell. Sedan 1999 är han även verksam som teatermusiker på Folkteatern i Gävle. Han tilldelades det första Jonas Olsson-stipendiet 2013.